# Stenothemus harmandi
Stenothemus harmandi is een keversoort uit de familie soldaatjes (Cantharidae). De wetenschappelijke naam van de soort werd in 1902 gepubliceerd door Burgeois.